# Вторая франко-дагомейская война
Вторая франко-дагомейская война (фр. Seconde guerre du Dahomey) — колониальная война Франции против государством Дагомея африканского народа фон.

## Предыстория

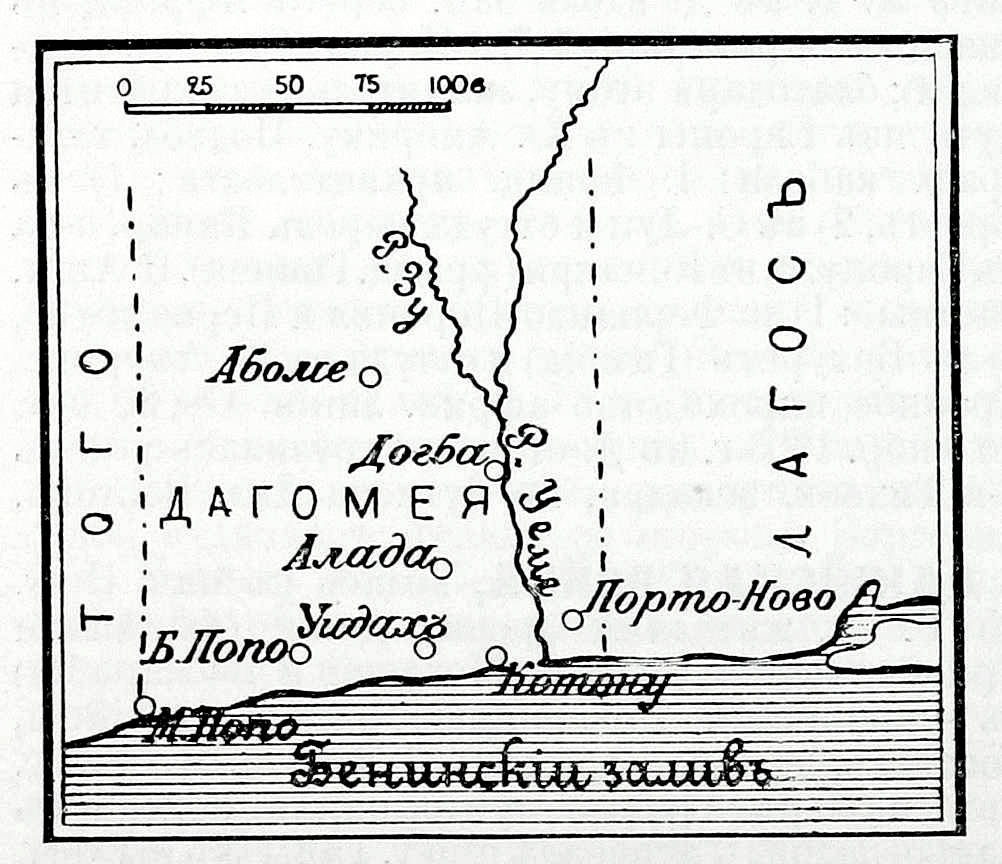
Театр военных действий
Рис. из статьи «Дагомейская экспедиция»
(«Военная энциклопедия Сытина»)

Потерпев поражение в первой франко-дагомейской войне, король Беханзин начал закупать через порт Уида современное оружие (карабины Манлихер и Винчестер) у германских торговцев; всего было закуплено от 4 до 6 тысяч стволов. Перевооружившись, дагомейцы вновь приступили к осуществлению набегов в долине Уэме. Виктор Байо — французский резидент в Порто-Ново — отправился на канонерке вверх по реке для выяснения обстановки, но его корабль был атакован, пять человек было ранено. Король Беханзин отверг французские жалобы, и Франция тут же объявила войну.

## Боевые действия

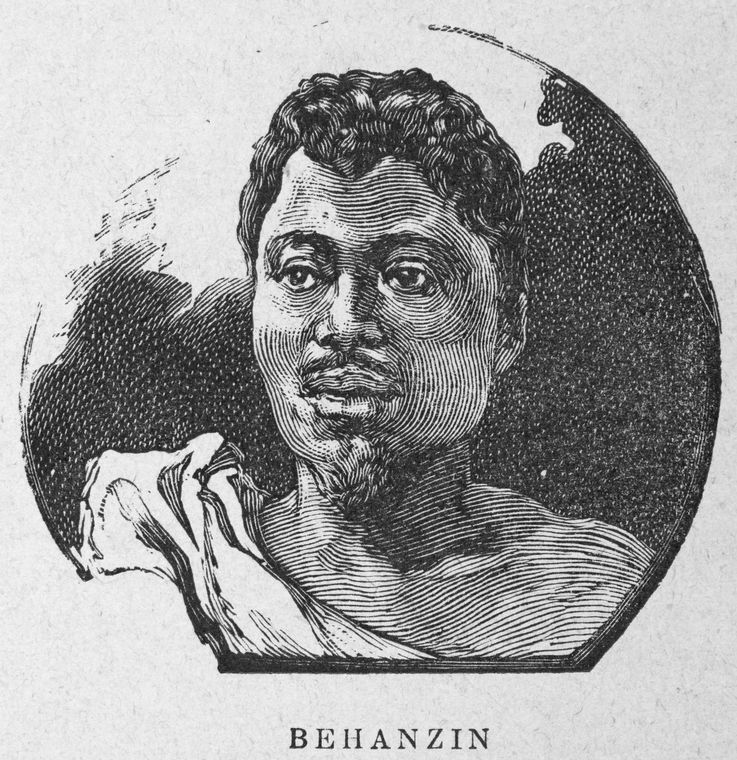
Король Беханзин

Франция поручила вести войну с Дагомеей Альфреду-Амеде Додсу, полковнику сенегальских морских пехотинцев. Полковник Додс прибыл с более чем двухтысячным воинским контингентом, в состав которого входили Французский Иностранный легион, морская пехота, сапёры, артиллерия, сенегальские стрелки и сенегальская кавалерия. Эти войска были вооружены винтовками Лебеля. К ним присоединились 2600 носильщиков из находившегося под французским протекторатом королевства Порто-Ново.
15 июня 1892 года французы блокировали побережье Дагомеи, чтобы пресечь дальнейшие закупки оружия. 4 июля французские канонерки обстреляли несколько деревень в нижней части долины Уэме. В середине августа после тщательной подготовки французская армия начала продвижение вглубь континента по направлению к дагомейской столице — городу Абомей.
К середине сентября французские силы сосредоточились у деревни Догба, расположенной на границе между Порто-Ново и Дагомеей. В 5 утра 19 сентября они были атакованы дагомейской армией. После трёх- или четырёхчасового боя с неудачными попытками довести дело до рукопашной схватки дагомейцы отступили, оставив на поле боя несколько сот трупов. Французы потеряли убитыми пять человек.
Поднявшись на пару десятков километров вверх по реке, французы повернули на запад в направлении Абомея. 4 октября французы были атакованы у деревни Погесса дагомейскими силами, которыми командовал лично король Беханзин. В бою, длившемся несколько часов, оказалось, что дагомейские ножи и мачете не могут соперничать с длинными штыками французских ружей: дагомейцы отступили, оставив на поле боя порядка 200 тел, потери французов составили 42 человека. Наибольшие потери дагомейцы понесли при французских штыковых атаках.
После битвы при Погессе дагомейцы старались по возможности избегать генеральных сражений и применять партизанскую тактику. Они также пытались остановить противника с помощью ям-ловушек и траншей.
6 октября французы столкнулись с дагомейцами у деревни Адегон. В этой стычке французы потеряли 6 убитыми и 32 ранеными, дагомейцы же потеряли убитыми 86 человек из регулярных войск и 417 дагомейских амазонок. Потери корпуса амазонок были столь велики, что после этого они неделю не участвовали в боестолкновениях, однако начиная с 15 октября принимали участие в каждой стычке. Это сражение явилось поворотным пунктом в умонастроениях дагомейцев: они пришли к выводу, что войну выиграть не удастся.
14 октября французы прибыли к деревне Акпа и, отбив там очередную дагомейскую атаку, задержались для подтягивания тылов и получения снабжения. Дагомейцы блокировали деревню и ежедневно атаковали французов. В атаках участвовал реорганизованный корпус амазонок. 20 октября французы получили подкрепления. 26 октября они выступили в направлении деревни Котопа. 26-27 октября шли бои у Котопы и в других местах. Французские штыковые атаки оказались решающим фактором во всех схватках. Французы смогли прорваться через линии дагомейских траншей. По французским сообщениям, амазонки участвовали в боях, но их атаки не имели успеха.
Со 2 по 4 ноября крупное сражение между французскими и дагомейскими войсками прошло у деревни Кана. К этому времени в дагомейской армии уже было не более полутора тысяч человек, включая рабов и освобождённых заключённых. Бой был долгим, 3 ноября король Беханзин лично командовал атакой на французский лагерь, но в итоге после четырёхчасового боя дагомейцам опять пришлось отступить. Последний бой в районе Каны происходил у королевского дворца. Специальные отряды амазонок использовались для нападений на французских офицеров. После длившегося весь день сражения штыковая атака французов опрокинула дагомейцев.

## Завершение войны
5 ноября дагомейцы отправили к французам делегацию для переговоров о мире. Переговоры провалились, и 16 ноября французская армия вступила в Абомей. Король Беханзин, не желая отдавать столицу в руки врага, эвакуировал население и поджёг город. 17 ноября французы заняли весь город и подняли французский триколор на уцелевшем в пожаре королевском дворце. Беханзин и остатки королевской армии бежали на север.
Французы посадили на королевский трон брата Беханзина. Сам Беханзин, после безуспешных попыток воссоздания армии и организации сопротивления, 15 января 1894 года сдался французам и был сослан на Мартинику.